# Haukland

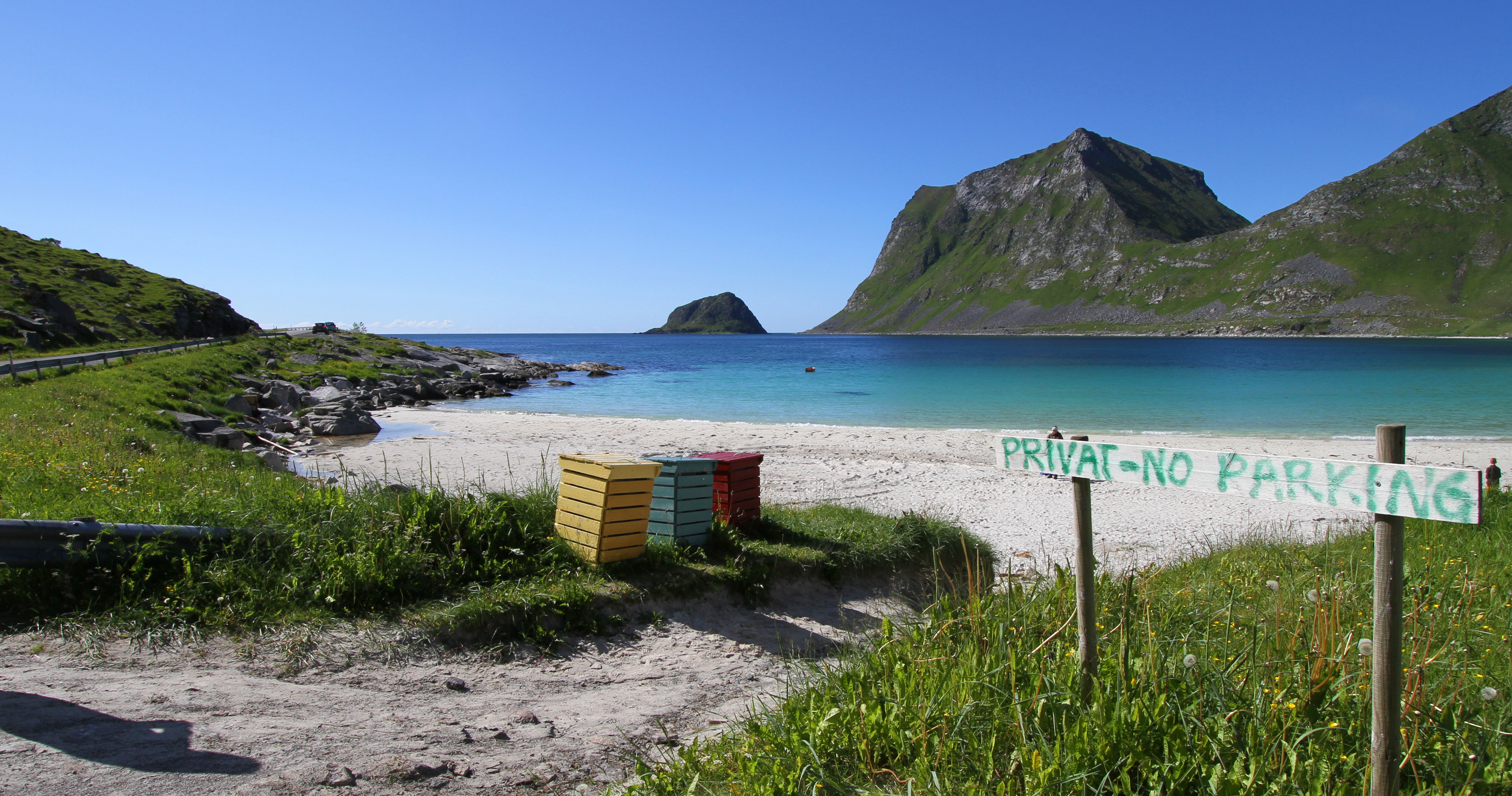
Strand bei Haukland

Haukland ist eine Ortschaft der Gemeinde Vestvågøy in der norwegischen Provinz Nordland. Sie liegt an der Westküste der Insel Vestvågøya, südlich des Sees Solstadvatnet.
Koordinaten: 68° 10′ N, 13° 33′ O